# Veliki Dobron (plaats)
Veliki Dobron (Hongaars: Nagydobrony) is de hoofdplaats van de gelijknamige gemeente in het oblast Transkarpatië in Oekraïne.
Het dorp ligt ongeveer 42 km ten zuidoosten van Oezjhorod en 23 km ten westen van Moekatsjevo, tussen de beekjes Szernye en Latorica.
Er zijn twee belangrijke wegen in de nederzetting: enerzijds de hoofdweg van Tsjop naar Moekatsjevo en aan de andere kant weg van Tsjop naar Berehove. Ze ontmoeten elkaar in het centrum van het dorp.